# Eugene Lee
Eugene Lee (Beloit, 9 marzo 1939 – Providence, 6 febbraio 2023) è stato uno scenografo statunitense.

## Biografia
Nato e cresciuto in Wisconsin, Eugene Lee studiò alla DePaul University, all'Università Carnegie Mellon e Yale.
Nel 1970 fece il suo debutto a Broadway come scenografo di Some of My Best Friend e nei quarantasei anni seguenti tornò a lavorare a Broadway curando le scenografie di ventisei allestimenti di musical, operette e opere di prosa. Per il suo lavoro sulle scene newyorchesi vinse tre Tony Award: nel 1974 per Candide, nel 1979 per Sweeney Todd e nel 2004 per Wicked. Inoltre, ha vinto quattro Drama Desk Award e nel 2006 il suo nome è stato inserito nell'American Theater Hall of Fame.
Dal 1975 alla morte è stato scenografo del Saturday Night Live, grazie a cui ottenne diciotto candidature ai premi Emmy, vincendone sei. Inoltre fu scenografo di The Tonight Show dal 2014 al 2018.
Dopo il divorzio da Franne Lee, si risposò con la seconda moglie Brooke, da cui ebbe due figli. È morto a Providence nel 2023 all'età di 83 anni.

## Filmografia parziale

### Cinema
- Hammett - Indagine a Chinatown (Hammett), regia di Wim Wenders (1982)
- Mr. North, regia di Danny Huston (1988)
- Vanya sulla 42esima strada (Vanya on 42nd Street), regia di Louis Malle (1994)

### Televisione
- Saturday Night Live - serie TV, 595 episodi (1975-2023)
- The Tonight Show - serie TV, 370 episodi (2014-2018)